# Strabomantis cerastes
Espèce
Synonymes
- Eleutherodactylus cerastes Lynch, 1975
- Eleutherodactylus sernai Rivero, 1985

Statut de conservation UICN

 LC  : Préoccupation mineure
Strabomantis cerastes est une espèce d'amphibiens de la famille des Craugastoridae.

## Répartition
Cette espèce se rencontre, :
- en Équateur dans les provinces d'Esmeraldas, d'Imbabura et de Pichincha entre 500 et 2 000 m d'altitude dans la cordillère Occidentale ;
- en Colombie dans les départements d'Antioquia, de Quindío, de Risaralda, de Chocó, de Valle del Cauca, de Cauca et de Nariño entre 1 500 et 2 300 m d'altitude dans la cordillère Occidentale.

## Description
Les femelles mesurent de 46 à 55,8 mm.

## Publication originale
- Lynch, 1975 : A review of the broad-headed eleutherodactyline frogs of South America (Leptodactylidae). Occasional Papers of the Museum of Natural History, University of Kansas, no 38, p. 1-46 (texte intégral).